# Adolf Franke
Adolf Franke (4. dubna 1887 – 13. prosince 1962, Kolbermoor/Obb) byl moravský a po válce německý sochař a malíř.

## Život
Franke se vyučil v kamenické škole v Supíkovicích a poté strávil dva roky na Vysoké škole užitého umění (Kunstgewerbeschule) v Mnichově u sochaře prof. Heinricha Waderé a architekta a designéra Richarda Berndtla. Po třech letech praxe ve Vídni se usadil v Jeseníku, kde se oženil. Za druhé světové války učil na zdejší měšťance. Po nuceném odsunu roku 1945 pracoval jako restaurátor v německé obci Mühldorf/Obb a učil kreslení na obchodní škole v Kolbermoor/Obb, kde roku 1962 zemřel.

## Dílo
Franke se věnoval především sepulkrální skulptuře. Jeho díla jsou kromě Jesenicka také v Odrách, Karviné nebo Brně. Pro Českou Ves na Jesenicku vytvořil roku 1934 mramorový Památník obětem první světové války. Tvořilo ho sousoší matky s dětmi, které čekají na návrat svého otce z války. Součástí pomníku na vysokém soklu byly 2,5 m vysoké žulové desky se jmény padlých. Podobně jako řada jiných podobných památek byl roku 1945 zničen , ale fotografii sousoší uvádí Čep a také Martin a Zdeňka Brynychovi, 5. 7. 2007.

### Sochy a pomníky
- Nerealizovaný pomník V. Priessnitze v lázních Gräfenberk[4]
- 1934 Památník obětem první světové války, Česká Ves
- Blíže neurčená socha, farní kostel Kolbermoor/Obb[5]